# 李仁 (嘉靖山東進士)
李仁（1489年—1552年），字元夫，號吾西，山东兖州府東平州東阿縣人，明朝政治人物。

## 生平
治《詩經》，正德十四年（1519年）由縣學生中式己卯科山東鄉試第一名舉人（解元），年三十五歲中式嘉靖二年（1523年）癸未科會試第一百五名，第三甲第二百六十三名進士。初授行人司行人，七年戊子典试陕西，十一月选授吏科给事中。八年三月大学士杨一清弹劾陕西管粮佥事张崇德贪酷，李仁奉命勘察，上奏张崇德擅伐贺兰山木，科罚民财，缮造公廨及淫刑棰死军职事俱实，崇德被革职为民。九年（1530年）六月升礼科右给事中，十年十月升礼科左，十一年三月以论救户科给事中孙应奎，下锦衣卫执送镇抚司拷讯，法司论杖赎还职，诏仍罚俸一年。十一年四月升户科都给事中，十二年四月考察以浮躁浅露，降为直隶開州判官，在任四年，升漢陽府通判，再转南京刑部员外、郎中，丁母忧归。服除，授北京户部郎中，奉命督运江淮。事竣，以宿望推升河南按察司副使，转布政司右参政。嘉靖二十五年（1546年）九月升太仆寺少卿，二十六年四月升任都察院右佥都御史、巡抚保定，二十八年二月升右副都御史、巡抚宣府，未赴任，即与大同巡抚郭宗皋互调，改任大同巡抚，上任四月，虜寇于当年秋八九月大举入寇宣大，溃墙深入，一路入侵到大同宁武，一路侵入到宣府镇城，李仁因此被弹劾免职，并贬为边方杂职。二十九年四月降补陕西延安府神木县典史，当年秋赴任中途生病，即告病归乡，三十一年六月去世，享年六十四。著有《吾西遺稿》。

## 家族
曾祖李勝。祖李祥。父李瑄，典史。母胡氏。慈侍下，兄蘭、蓁（省祭官）、莘、弟蕃。